# 穷通宝鉴
《窮通寶鑒》，由清代余春臺將江湖舊籍《欄江網》加以整理、歸納而成。本書賴春臺之整理，始得存世，然據今傳之文本觀之，亦頗多脫漏。
論命者謂八字有“扶抑”、“格局”、“納音”、“調候”諸說，而以此書爲調候之學。
民間另有抄本《造化玄鑰》，與此書當屬同一來源而頗有異同。